# PlayStation VR2
PlayStation VR2 (PS VR2)— гарнітура віртуальної реальності для домашньої ігрової консолі PlayStation 5, що розробляється Sony Interactive Entertainment. Дата випуску - 22 лютого 2023 року.

## Історія
Перша PlayStation VR від Sony була випущена у 2016 році. Перші подробиці про PS VR2 з'явилися ще в лютому 2021. У січні 2022 року Sony оголосила про розробку PS VR2 та ігри «Horizon Call Of The Mountain» для неї.Sony анонсувала PlayStation VR2 для PlayStation 5 на виставці Consumer Electronics Show 2022.
Дата випуску 22 лютого 2023 року та роздрібна ціна 549$ (20 175₴) були оголошені 2 листопада 2022 року в офіційному PlayStation Blog.
З 7 серпня 2024 року з гарнітурою PlayStation VR2 можна грати в ігри з SteamVR на PC. Для цього користувачам потрібно придбати додатковий адаптер від Sony за ціною у $59,99, який дозволить під'єднати PS VR2 до ПК.

## Характеристики
Гарнітура підключатиметься до консолі PlayStation 5 за допомогою одного кабелю USB-C. На відміну від PlayStation VR першого покоління, яка відстежувала рухи гравця за допомогою однієї камери PlayStation, PS VR2 відстежуватиме рухи за допомогою чотирьох камер, встановлених на гарнітурі.
PlayStation VR2 матиме OLED-панель з роздільною здатністю екрану 4K. Кожен очний дисплей матиме роздільну здатність 2000 x 2040 пікселів. Як графічне поліпшення буде використовуватися відстеження погляду. Це означає, що тільки ті елементи, які знаходяться у безпосередньому полі зору гравця, будуть промальовуватись детальніше, на відміну від предметів у периферійному зору гравця.
На PS VR2 немає зворотньої сувмістності з іграми PS VR. Sony пояснює тим, що PS VR2 була розроблена, щоб забезпечити «дійсний досвід VR нового покоління».